# Borki Małe
Borki Małe (deutsch: Klein Borek, 1936–1945 Heidelsdorf) ist ein Ort in der Stadt- und Landgemeinde Olesno (Rosenberg O.S.) im Powiat Oleski der Woiwodschaft Opole in Polen.
Ortsteil von Borki Małe ist der Weiler Kamień (Stein).

## Geographie
Borki Małe liegt im nordöstlichen Teil Oberschlesiens rund sieben Kilometer östlich von Olesno und etwa 54 Kilometer nordöstlich von Opole (Oppeln). Durch den Ort verläuft die Woiwodschaftsstraße DW494. Östlich des Dorfes liegt der Wald Las Czarny,  südwestlich der Wald Las Sowczyce.
Nachbarorte von Borki Małe sind im Westen Świercze (Schönwald), im Nordosten Broniec (Bronietz) und im Süden Sowczyce (Schoffschütz).

## Geschichte

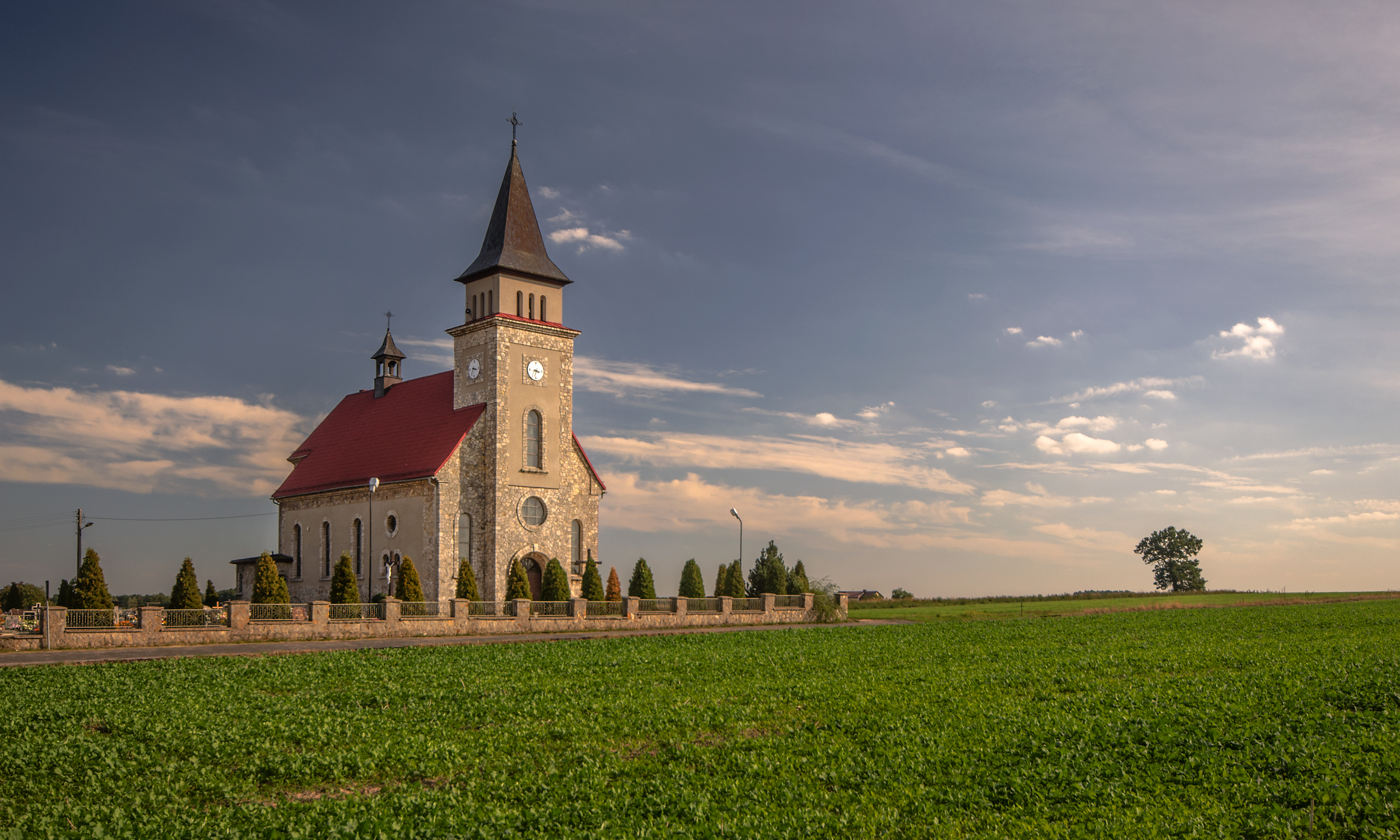
Mariä-Himmelfahrt-Kirche

Der Name kommt aus dem Polnischen und bedeutet Wäldchen.
Nach dem Ersten Schlesischen Krieg 1742 fiel Klein Borek mit dem größten Teil Schlesiens an Preußen.
Nach der Neugliederung der Provinz Schlesien gehörte die Landgemeinde Klein Borek ab 1816 zum Landkreis Rosenberg O.S. im Regierungsbezirk Oppeln. 1845 bestanden im Dorf eine katholische Schule, eine Kapelle und 51 Häuser. Die Einwohnerzahl lag bei 355, davon acht evangelisch 1865 zählte das Dorf acht Ganzbauern, 10 Halbbauern, ein Zweidrittelbauer, 10 Gärtner und 15 Häusler. 1874 wurde der Amtsbezirk Groß Borek gegründet, dem die Landgemeinden Bronietz, Groß Borek und Klein Borek und der Gutsbezirk Groß Borek eingegliedert wurden. 1885 zählte Klein Borek 413 Einwohner.
Bei der Volksabstimmung in Oberschlesien am 20. März 1921 stimmten 73 Wahlberechtigte für einen Verbleib bei Deutschland und 213 für Polen. Klein Borek verblieb beim Deutschen Reich. 1925 lebten im Ort 543 Einwohner, 1933 waren es 535. Am 27. April 1936 wurde Klein Borek in Heidelsdorf umbenannt und am 1. April 1939 wurde es nach Brückenort eingegliedert. Bis 1945 befand sich der Ort im Landkreis Rosenberg O.S.
1945 kam der bisher deutsche Ort unter polnische Verwaltung und wurde in Borki Małe umbenannt und der Woiwodschaft Schlesien angeschlossen. 1950 wurde es der Woiwodschaft Opole und 1975 der Woiwodschaft Częstochowa eingegliedert. Seit 1999 gehört es zum Powiat Oleski.

## Sehenswürdigkeiten
- Die römisch-katholische Mariä-Himmelfahrt-Kirche (Kościół Wniebowzięcia NMP) wurde 1954 an der Stelle einer hölzernen Kapelle aus dem Jahr 1750 errichtet, die 1952 abgebrannt war.[9]
- Denkmal für die Gefallenen der beiden Weltkriege
- Wegekreuz

## Vereine
- Fußballverein LZS Albor Borki Małe.